# 구부러진 공간
구부러진 공간(영어: Curved space)은 종종 유클리드 기하학에서 설명한 것처럼 평평한 공간의 곡률이 0인 "평면"이 아닌 공간 기하학을 나타낸다. 구부러진 공간은 일반적으로 리만 기하학으로 설명할 수 있지만 일부 간단한 경우는 다른 방식으로 설명할 수 있다. 구부러진 공간은 중력이 종종 구부러진 공간으로 시각화되는 일반 상대성이론에서 필수적인 역할을 한다. 프리드만-르메트르-로버트슨-워커 계량은 공간 확장과 우주의 모양을 설명하기 위한 현재 기반을 형성하는 계량이다.

## 간단한 2차원 예
구부러진 공간의 매우 친숙한 예는 구의 표면이다. 우리에게 친숙한 관점에서 볼 때 구체는 3차원으로 보이지만 물체가 표면에 놓이도록 제한되어 있으면 이동할 수 있는 2차원만 있다. 구의 표면은 표면이 아무리 거칠게 보일지라도 부피의 2차원 외부 경계인 표면일 뿐이므로 2차원으로 완전히 설명할 수 있다. 복잡한 프랙탈인 지구 표면조차도 부피 외부를 따라 있는 2차원 경계일 뿐이다.

## 매장

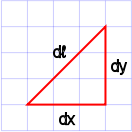
평평한 공간에서 직각 삼각형의 한 변의 제곱의 합은 빗변의 제곱과 같다. 이 관계는 구부러진 공간에는 적용되지 않는다.

구부러진 공간의 정의의 특성 중 하나는 피타고라스 정리에서 벗어난다는 것이다. 구부러진 공간에서는
{\displaystyle dx^{2}+dy^{2}\neq dl^{2}}.
피타고라스의 관계는 추가 차원으로 공간을 설명함으로써 종종 복원될 수 있다. 좌표 {\displaystyle \left(x',y',z'\right)}가 있는 비유클리드 3차원 공간이 있다고 가정한다. 이 공간은 평평하지 않기 때문에
{\displaystyle dx'^{2}+dy'^{2}+dz'^{2}\neq dl'^{2}\,}.
그러나 이제 3차원 공간을 4차원 {\displaystyle (x,y,z,w)} 좌표로 묘사하면 다음과 같은 좌표를 선택할 수 있다.
{\displaystyle dx^{2}+dy^{2}+dz^{2}+dw^{2}=dl^{2}\,} .
참고로 좌표 {\displaystyle x}는 좌표 {\displaystyle x'}와 같지 않다.
4차원 좌표를 원래 3차원 공간의 유효한 설명자로 선택하려면 동일한 자유도를 가져야 한다. 4개의 좌표에는 4개의 자유도가 있으므로 구속 조건이 있어야 한다. 피타고라스 정리가 새로운 4차원 공간에서 유지되도록 제약 조건을 선택할 수 있다. 즉,
{\displaystyle x^{2}+y^{2}+z^{2}+w^{2}={\textrm {constant}}\,}.
상수는 양수 또는 음수일 수 있다. 편의상 상수를 다음으로 선택할 수 있다.
{\displaystyle \kappa ^{-1}R^{2}} 여기서 {\displaystyle R^{2}\,} 지금은 긍정적이고 {\displaystyle \kappa \equiv \pm 1} .
이제 이 제약 조건을 사용하여 인위적인 네 번째 좌표 {\displaystyle w}를 제거할 수 있다. 구속 방정식의 미분은 다음과 같다.
{\displaystyle xdx+ydy+zdz+wdw=0\,} 이므로{\displaystyle dw=-w^{-1}(xdx+ydy+zdz)\,}.
{\displaystyle dw}를 원래 방정식에 대입하면
{\displaystyle dl^{2}=dx^{2}+dy^{2}+dz^{2}+{\frac {(xdx+ydy+zdz)^{2}}{\kappa ^{-1}R^{2}-x^{2}-y^{2}-z^{2}}}} .
이 형식은 일반적으로 특별히 매력적이지 않으므로 좌표 변환 {\displaystyle x=r\sin \theta \cos \phi }, {\displaystyle y=r\sin \theta \sin \phi }, {\displaystyle z=r\cos \theta }이 종종 적용된다. 이 좌표 변환으로
{\displaystyle dl^{2}={\frac {dr^{2}}{1-\kappa {\frac {r^{2}}{R^{2}}}}}+r^{2}d\theta ^{2}+r^{2}\sin ^{2}\theta d\phi ^{2}} .

## 매장없이
n차원 공간의 기하학은 리만 기하학으로도 설명할 수 있다. 등방적이고 균질한 공간은 다음 계량
{\displaystyle dl^{2}=e^{-\lambda (r)}{dr^{2}}+r^{2}d\theta ^{2}+r^{2}\sin ^{2}\theta d\phi ^{2}\,} .
으로 설명할 수 있다. {\displaystyle \lambda =0}인 경우 이 공간은 유클리드 공간으로 축소된다. 그러나 바일 텐서의 성분이 모두 0이면 공간이 "평평하다"고 할 수 있다. 3차원에서 이 조건은 리치 텐서 {\displaystyle R_{ab}}는 계량 곱하기 리치 스칼라 ({\displaystyle R}을 이전 절의 R과 혼동하지 말 것). 즉, {\displaystyle R_{ab}=g_{ab}R}. 계량에서 이러한 성분을 계산하면
{\displaystyle \lambda =-{\frac {1}{2}}\ln \left(1-kr^{2}\right)} 여기서 {\displaystyle k\equiv {\frac {R}{2}}}.
이는 계량
{\displaystyle dl^{2}={\frac {dr^{2}}{1-k{r^{2}}}}+r^{2}d\theta ^{2}+r^{2}\sin ^{2}\theta d\phi ^{2}} .
을 제공한다. 여기서 {\displaystyle k}는 0, 양수 또는 음수일 수 있으며 ±1로 제한되지 않는다.

## 열림, 평평함, 닫힘
등방적이고 균질한 공간은 다음 계량
{\displaystyle dl^{2}={\frac {dr^{2}}{1-\kappa {\frac {r^{2}}{R^{2}}}}}+r^{2}d\theta ^{2}+r^{2}\sin ^{2}\theta d\phi ^{2}} .
으로 설명할 수 있다. 곡률 상수 {\displaystyle R}가 무한대로 커지면 평평한 유클리드 공간으로 수렴한다. 이는 본질적으로 {\displaystyle \kappa }를 0으로 설정하는 것과 동일하다. {\displaystyle \kappa }가 0이 아닌 공간은 유클리드가 아니다. {\displaystyle \kappa =+1}일 때 그 공간은 '닫혀 있다' 또는 타원형이라고 한다. {\displaystyle \kappa =-1}일 때 공간은 '열려' 있다 또는 쌍곡형이라고 한다.
열린 공간의 표면에 있는 삼각형은 각의 합이 180°보다 작다. 닫힌 공간의 표면에 있는 삼각형은 각의 합이 180°보다 크다. 하지만 부피는 {\displaystyle (4/3)\pi r^{3}}가 아니다.

## 같이 보기
- CAT(k) 공간
- 양수가 아닌 곡률

## 추가 문헌
- The Feynman Lectures on Physics Vol. II Ch. 42: Curved Space
- Papastavridis, John G. (1999). 〈General n-Dimensional (Riemannian) Surfaces〉. 《Tensor Calculus and Analytical Dynamics》. Boca Raton: CRC Press. 211–218쪽. ISBN 0-8493-8514-8.